# Monsieur Lecoq (film 1915)
Monsieur Lecoq è un film muto del 1915. Il nome del regista non viene riportato.
Già nel 1914 era uscito in Francia un adattamento per il cinema del romanzo di Émile Gaboriau: il film, diretto da Maurice Tourneur, uscì in Italia come Il signor Lecoq.

## Produzione
Il film fu prodotto da Edwin Thanhouser per la Thanhouser Film Corporation

## Distribuzione
Distribuito dalla Mutual Film (con il nome A Mutual Masterpiece), uscì nelle sale cinematografiche USA il 26 agosto 1915.